# برگ امپرور
برگ امپرور (به انگلیسی: Berge Emperor) یک کشتی است که طول آن ۳۹۱٫۸۳ متر (۱٬۲۸۵٫۵ فوت) می‌باشد. این کشتی در سال ۱۹۷۵ ساخته شد.